# Today You Die
Today You Die è un film d'azione direct-to-video del 2005, diretto da Don E. FauntLeRoy, con protagonista Steven Seagal.

## Trama
Harlan Banks è un rapinatore, che ha la particolarità di rubare ai criminali per dare parte del bottino ai bisognosi.
Avendo bisogno di soldi, Harlan viene contattato da Max, il quale gli propone di scortare un blindato per le strade di Las Vegas con 20 milioni di dollari all'interno. Successivamente viene incastrato dalla stessa persona che lo aveva assunto. Così dopo essere stato rinchiuso in carcere, progetta un piano di evasione e nello stesso tempo cerca di capire meglio la situazione attraverso un contatto all'interno della prigione.